# 기담
"기담"(奇談)은 대한민국의 정식, 정범식 감독이 2007년에 공동 연출한 영화이다. 진구가 주연을 맡았다.

## 줄거리
동경 유학 중이던 엘리트 의사 부부 인영(김보경)과 동원(김태우)은 갑작스레 귀국하여 경성 최고의 서양식 병원인 ‘안생병원(安生病院)’에 부임한다. 이들은 병원 원장 딸과의 정략 결혼을 앞둔 여린 의대 실습생 정남(진구), 유년 시절 사고로 다리를 저는 천재 의사 수인(이동규)과 함께 경성 생활을 시작하게 된다.
경성을 흉흉한 소문으로 물들인 연쇄 살인이 기승을 부리는 가운데 어느 날 자살한 여고생 시체, 일가족이 몰살한 교통사고에서 유일하게 살아 남은 10살 소녀가 실려오고 병원엔 음산한 불경 소리가 울려 퍼진다. 저마다 비밀스런 사랑을 품고 한 곳에 모이게 된 이들은 다가오는 파국을 감지하지 못한 채 서서히 지독한 사랑과 그리움이 빚어낸 섬뜩한 사건과 마주하게 되고, 경성을 뒤흔든 비극의 소용돌이가 점점 더 그들 앞에 옥죄어 온다.

## 출연진
- 진구 - 박정남 역
- 이동규 - 이수인 역
- 김태우 - 김동원 역
- 김보경 - 김인영 역
- 고주연 - 아사코 역
- 김응수 - 아키야마 소좌 역
- 여지 - 아오이 역
- 전무송 - 박 교수 역
- 엄지원 - 박 교수 딸 역
- 데이비드 맥기니스 - 아사코 새아빠 역
- 박지아 - 아사코 엄마 역
- 엄태구 - 일본군 1 역
- 요시무라 켄이치 - 목소리 출연

## 수상
- 2007년 제8회 부산영화평론가협회상
  - 신인감독상 - 정식, 정범식
- 2007년 제27회 한국영화평론가협회상
  - 신인감독상 - 정식, 정범식
- 2007년 제28회 청룡영화상
  - 미술상 - 이민복 외
  - 촬영상 - 윤남주
- 2007년 제10회 디렉터스 컷 시상식
  - 올해의 신인감독상 - 정식, 정범식
- 2008년 제31회 황금촬영상
  - 신인남우상 - 진구